# Regione H II

La Nebulosa di Orione è un esempio di regione H II.

Una regione H II (pronunciato regione acca secondo) è una nebulosa a emissione associata a stelle giovani, blu e calde (dei tipi OB, nell'angolo superiore del diagramma H-R). H II è il termine che indica l'idrogeno ionizzato, e le regioni H II sono nubi di gas ionizzato dalla radiazione ultravioletta emessa dalle stelle giovani. Le zone di formazione stellare si trovano infatti sempre in corrispondenza di questo tipo di oggetti nebulosi.
La grandezza di una regione H II è determinata sia dall'ammontare di gas presente, sia dalla luminosità delle stelle O e B: più luminose esse sono, più grande è la regione H II. Il suo diametro è generalmente dell'ordine di alcuni anni luce. Si trovano nei bracci di spirale delle galassie, perché è in essi che la maggior parte delle stelle si formano. Sono tra le caratteristiche più grandi e visibili dei bracci, e sono state rivelate anche in galassie di alto spostamento verso il rosso. Nella Via Lattea, ne sono esempi la Nebulosa di Orione e la Nebulosa Aquila.
In luce visibile, sono caratterizzate dal loro colore rosso, causato dalla forte linea di emissione dell'idrogeno a 656,3 nanometri. Oltre all'idrogeno si trovano, in misura minore, anche altre specie atomiche. In particolare si osservano comunemente le linee proibite dell'ossigeno, dell'azoto e dello zolfo.
Le regioni H II hanno vita piuttosto breve, in termini astronomici: dipendenti come sono dalle giovani e grandi stelle che forniscono l'energia necessaria, diventano invisibili dopo che queste stelle muoiono, e le stelle di grande massa hanno una vita di pochi milioni di anni, o al massimo di poche decine di milioni di anni.

## Osservazione

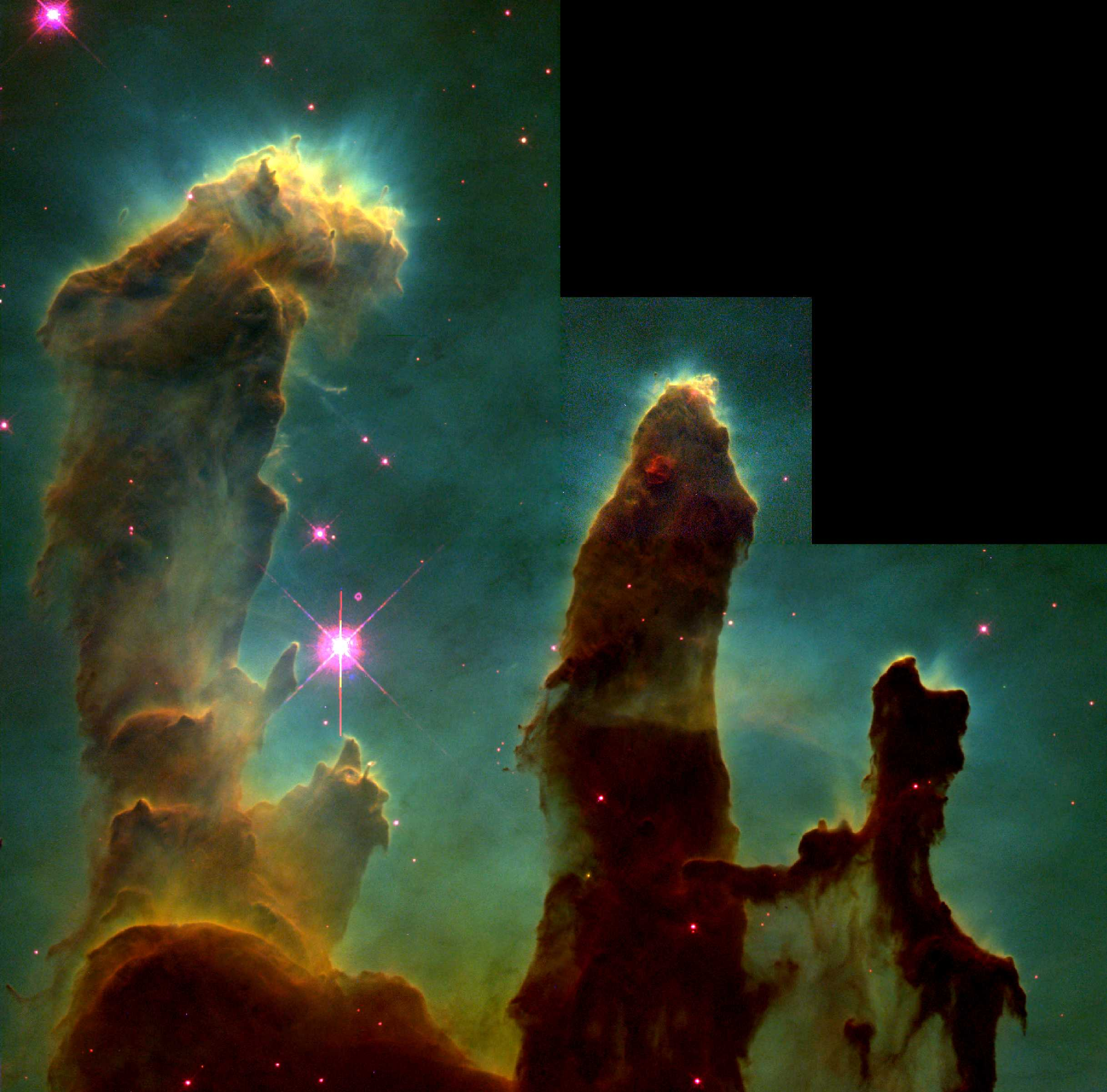
Oscure regioni di formazione stellare all'interno della Nebulosa Aquila, note con il nome di Pilastri della Creazione.

Le regioni H II sono le nebulose diffuse più brillanti del cielo, che appaiono luminose a causa della presenza di giovani stelle calde e blu, che ionizzano il gas facendogli emettere luce. Le nebulose più brillanti si osservano nell'emisfero australe, poiché è in questa direzione che si trova il braccio di spirale in cui giace il nostro sistema solare, il Braccio di Orione.
Nonostante ciò, il primato di nebulosa più brillante del cielo spetta ad una regione H II posta a ben 9000 anni luce da noi, in un altro braccio galattico: si tratta della Nebulosa della Carena, il più grande complesso nebuloso brillante finora noto all'interno della nostra Galassia; segue la ben nota Nebulosa di Orione, visibile da quasi tutte le aree della Terra. Altre nebulose notevoli sono la Nebulosa Laguna e la Nebulosa Trifida, tutte poste nell'emisfero australe, nella costellazione del Sagittario. L'unica regione H II brillante dell'emisfero boreale è la Nebulosa Rosetta, visibile nella costellazione dell'Unicorno.
Un binocolo o, meglio, un piccolo telescopio, consente di poter osservare senza difficoltà anche altre nebulose dello stesso tipo.

## Storia delle osservazioni
Alcune delle regioni H II più luminose sono visibili ad occhio nudo; nonostante ciò, non sembra che ci siano riferimenti su questi oggetti prima dell'avvento del telescopio, all'inizio del Seicento. Persino Galileo non menzionò la brillante Nebulosa di Orione, sebbene fosse stato il primo ad osservarne l'ammasso stellare associato (catalogato in precedenza con la sigla θ Orionis da Johann Bayer). L'osservatore francese Nicolas-Claude Fabri de Peiresc fu invece il primo a riconoscere la nebulosità nell'area centrale della Spada di Orione, nel 1610; da allora sono state scoperte un gran numero di regioni H II, sia appartenenti alla nostra Via Lattea, che in altre galassie.
William Herschel osservò la Nebulosa di Orione nel 1774, descrivendola come "un'informe foschia ardente, il caotico materiale dei soli futuri". Affinché questa ipotesi (eccezionale per l'epoca) fosse confermata si dovette attendere un altro centinaio di anni, quando William Huggins (assistito dalla moglie Mary Huggins) rivolse il suo spettroscopio su diverse nebulose. Alcune, come la Nube di Andromeda, possedevano uno spettro molto simile a quello delle stelle, e furono in seguito riconosciute come galassie, ossia insiemi di centinaia di milioni di stelle individuali. Altri oggetti sembravano invece molto differenti; più che un forte continuum con linee di assorbimento sovrapposte, la Nebulosa di Orione ed altri oggetti simili mostravano solo un piccolo numero di linee di emissione. La più brillante di queste si trovava alla lunghezza d'onda di 500,7 nanometri, che non corrispondeva alle linee di alcun elemento chimico noto; fu inizialmente ipotizzato che si trattasse di un elemento fino ad allora sconosciuto, a cui fu dato il nome di nebulium. La scelta di questo nome fu dettata dal fatto che si osservava solo nelle nebulose; una simile associazione di idee fece sì che ad un elemento scoperto tramite l'analisi dello spettro solare, nel 1868, venisse assegnato il nome Elio.
Tuttavia, mentre l'elio fu isolato a breve distanza dalla sua scoperta, il nebulium non veniva isolato. Nei primi anni del Novecento Henry Norris Russell propose che invece di trattarsi di un elemento sconosciuto, il "nebulium" non fosse altro che un elemento ben conosciuto, ma sotto condizioni chimico-fisiche non familiari.
I fisici mostrarono negli anni venti che nel gas a densità estremamente bassa gli elettroni possono popolare i livelli energetici metastabili eccitati negli atomi e ioni che a densità maggiori vengono rapidamente de-eccitati dalle collisioni. Le transizioni di elettroni da questi livelli negli atomi e negli ioni dell'ossigeno doppiamente ionizzato dà luogo alle emissioni a 500,7 nm. Queste linee spettrali, che si osservano in gas a densità molto bassa, sono chiamate linee proibite. Le osservazioni spettroscopiche indicarono che le nebulose sono composte da gas estremamente rarefatto.

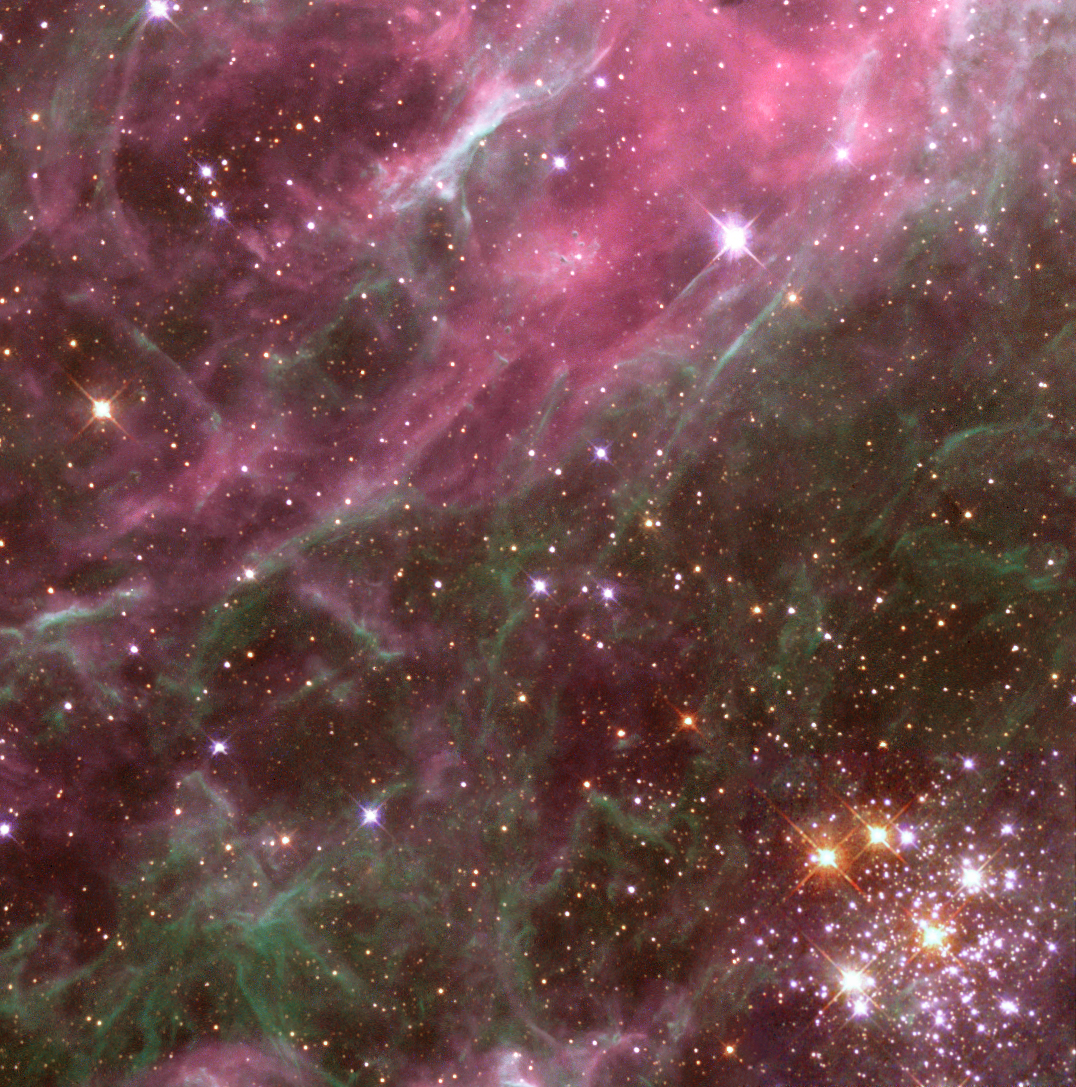
Una piccola porzione della Nebulosa Tarantola, una regione H II gigante nella Grande Nube di Magellano.

Durante il Novecento altre osservazioni mostrarono che le regioni H II spesso contengono stelle calde e luminose, ben più massicce del nostro Sole e di vita media molto breve, di appena pochi milioni di anni (stelle come il Sole possono arrivare ad oltre 10 miliardi di anni). Per questo motivo si è ipotizzato che le regioni H II debbano essere le regioni in cui avviene la formazione stellare; in un periodo di alcuni milioni di anni, da una regione H II si forma un ammasso di stelle, prima che la pressione di radiazione delle giovani stelle massicce faccia disperdere il gas residuo della nube. Si possono osservare diversi esempi di questi processi di dispersione dei gas residui; le Pleiadi tuttavia sono solo un esempio apparente di ciò, dato che si è dimostrato che il gas osservabile fra le sue componenti non appartiene alla nube originaria da cui si sono formate, ma a una regione di polveri indipendente in cui l'ammasso si trova ora a transitare.

## Origine e vita media
Il precursore di una regione H II è una nube molecolare gigante; quest'ultima è una nube densa e molto fredda (appena 10–20 K) composta soprattutto da idrogeno molecolare. Può esistere in uno stato stabile per un lungo periodo di tempo, finché delle onde d'urto causate dall'esplosione di una supernova, dalla collisione fra nubi e dalle interazioni magnetiche fanno scattare dei fenomeni di collasso in diversi punti della nube. Quando ciò avviene, a seguito di un processo di collasso e frammentazione della nube originaria si formano le stelle.
Dopo la loro formazione, le stelle più massicce diventano calde a sufficienza da essere in grado di ionizzare il gas circostante; poco dopo la formazione di un campo di radiazione ionizzante, i fotoni creano un fronte di ionizzazione, che fa disperdere il gas circostante ad una velocità supersonica. A distanze via via maggiori dalla stella ionizzante il fronte di ionizzazione rallenta, mentre la pressione del nuovo gas ionizzato causa l'espansione del volume ionizzato. In quel caso, il fronte di ionizzazione rallenta fin sotto la velocità del suono e viene superato dal fronte dell'onda d'urto causato dall'espansione della nube: si è formata una regione H II.
La vita media di una regione H II è dell'ordine di pochi milioni di anni. La pressione di radiazione proveniente dalle stelle calde e giovani può far disperdere la maggior parte del gas residuo; infatti, il processo di formazione stellare tende ad essere molto inefficiente, nel senso che meno del 10% del gas di una regione H II collassa per formare nuove stelle prima che il restante venga spazzato via. Un altro fenomeno che può contribuire alla dispersione del gas, sono le esplosioni come supernovae delle stelle più massicce appena formate, il che avviene dopo appena 1–2 milioni di anni dalla formazione dell'ammasso.

## La formazione delle stelle

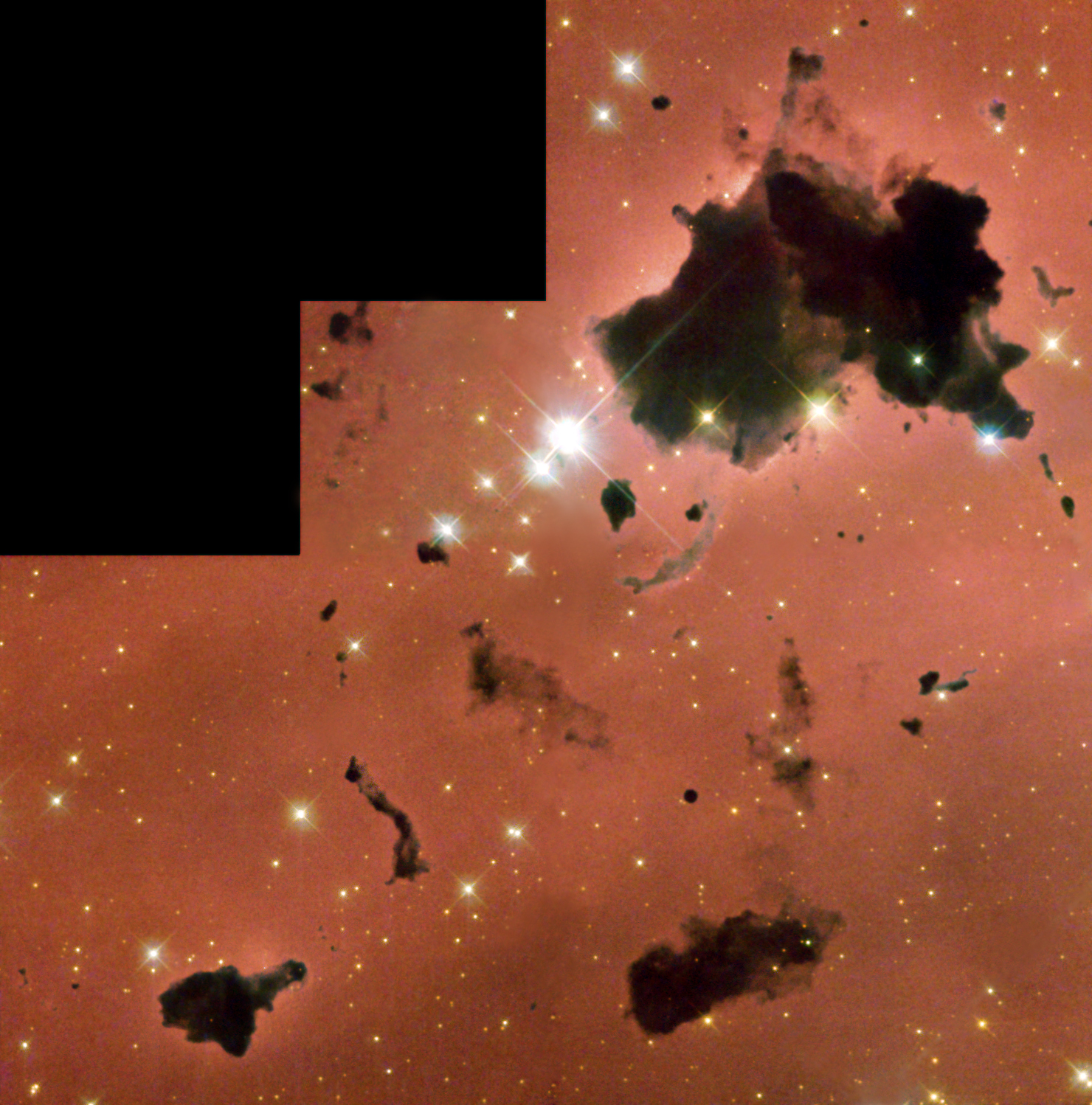
I Globuli di Thackeray, globuli di Bok visibili nella regione H II IC 2944.

La nascita delle stelle in atto nella nostra epoca ci viene celata dalle densissime nubi di gas e polveri che circondano le stelle nascenti. Soltanto quando la pressione di radiazione della stella neonata spazza via il guscio nebuloso in cui si trovavano, queste diventano visibili; prima di ciò, le regioni dense che contengono le stelle di nuova generazione si mostrano come dei bozzoli scuri contrastanti con il chiarore diffuso del resto della nube ionizzata. Questi bozzoli sono chiamati globuli di Bok, dal nome dell'astronomo Bart Bok che negli anni quaranta li propose come luoghi di nascita delle stelle.
La conferma dell'ipotesi di Bok giunse solo nel 1990, quando le osservazioni nell'infrarosso penetrarono la polvere spessa dei globuli di Bok per rivelare al loro interno degli oggetti stellari giovani. Si pensa che un tipico globulo di Bok contenga circa 10 masse solari di materiale in una regione di circa un anno luce di diametro, e che essi diano luogo alla formazione di sistemi stellari doppi o multipli.
Quali luoghi di nascita delle stelle, le regioni H II mostrano anche evidenze della presenza di sistemi planetari. Il telescopio spaziale Hubble ha rivelato centinaia di dischi protoplanetari nella Nebulosa di Orione; almeno la metà delle stelle giovani in questa nebulosa appaiono circondate da dischi di gas e polveri, che si pensa contengano molta più materia di quanto sarebbe necessaria per formare un sistema planetario come il nostro.

## Caratteristiche

### Caratteristiche fisiche
Le regioni H II possiedono una grande varietà di caratteristiche fisiche. Esse variano dalle cosiddette regioni ultracompatte di appena un anno luce di diametro (o anche meno), fino alle regioni H II giganti dal diametro di diverse centinaia di anni luce. La loro dimensione è anche nota come sfera di Strömgren e dipende essenzialmente dall'intensità della sorgente dei fotoni ionizzanti e dalla densità della regione in sé; quest'ultima varia da oltre un milione di particelle per cm³ delle regioni ultracompatte fino ad appena poche particelle per cm³ nelle regioni più estese. Ciò implica una massa totale fra le 102 e le 105 masse solari.
A seconda delle dimensioni di una regione H II possono esserci fino ad alcune migliaia di stelle al suo interno; ciò rende questo tipo di oggetti molto più complessi di una semplice nebulosa planetaria, che ha solo una singola stella centrale ionizzatrice. Di solito le regioni H II raggiungono una temperatura di 10.000 K; sono in gran parte ionizzate e il gas ionizzato (plasma) può contenere dei campi magnetici con un'intensità di alcuni nanotesla. Inoltre molto spesso le regioni H II sono associate con del gas molecolare freddo, che ha origine nella stessa nube molecolare gigante progenitrice. I campi magnetici sono prodotti da cariche magnetiche in movimento nel plasma, il che suggerisce che le regioni H II contengano anche campi elettrici.
Chimicamente, le regioni H II sono formate per il 90% da idrogeno. Le linee di emissione più forti dell'idrogeno, a 656,3 nm, sono responsabili del tipico colore rosso di questi oggetti; gran parte della percentuale restante è occupata dall'elio, a cui si aggiungono delle tracce di elementi più pesanti. Lungo la galassia, si è scoperto che gli elementi pesanti delle regioni H II decrescono con l'aumento della distanza dal centro galattico; ciò avviene poiché lungo la vita di una galassia il tasso di formazione stellare è maggiore nelle dense regioni centrali, fenomeno che ha come effetto ultimo un arricchimento di questi elementi del mezzo interstellare a seguito della nucleosintesi.

### Abbondanza e distribuzione

Lunghe catene di regioni H II (in rosso) delineano i bracci di spirale della Galassia Vortice.

Le regioni H II si rinvengono nelle galassie a spirale come la nostra o nelle galassie irregolari, mentre non si osservano mai nelle galassie ellittiche. Nelle galassie irregolari si possono trovare in tutte le aree della galassia, mentre nelle spirali si trovano quasi esclusivamente nei bracci di spirale. Una grande galassia a spirale come la nostra può contenere migliaia di regioni H II.
La ragione per cui questo tipo di oggetti non si rinviene nelle galassie ellittiche, è che si crede che queste si siano formate a causa di fusioni fra galassie. Negli ammassi di galassie, questo tipo di scontri sono frequenti; quando le galassie entrano in collisione, le stelle individuali quasi mai collidono tra di loro, ma le nubi molecolari giganti e le stesse regioni H II ne vengono fortemente perturbate. Durante queste collisioni si sviluppano fenomeni di formazione stellare giganteschi ed intensissimi, talmente rapidi che la gran parte del gas viene convertito in stelle, a fronte del normale 10% o meno. Le galassie che subiscono questo fenomeno sono note come galassie starburst. La galassia ellittica che ne risulta ha un contenuto di gas estremamente basso, cosicché le regioni H II non si possono più formare. Le osservazioni condotte negli anni duemila hanno mostrato l'esistenza di alcune rarissime regioni H II anche all'esterno delle galassie; questi oggetti extragalattici sono probabilmente ciò che rimane di galassie nane disgregate a seguito delle maree galattiche.

### Morfologia

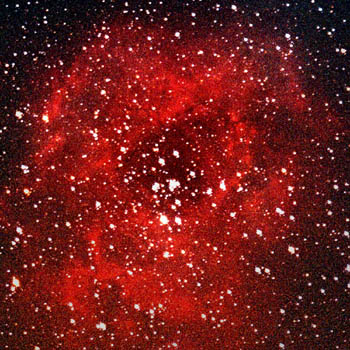
La Nebulosa Rosetta è una regione H II al cui centro si trova un ammasso aperto, responsabile della "cavità" presente al centro della nebulosa.

È possibile osservare una grande varietà di dimensioni di regioni H II, con strutture diverse. In molti di questi oggetti, gli ammassi aperti sono già formati e tendono a diventare visibili. Ogni stella interna ad uno di questi oggetti ionizza una regione grosso modo sferica, chiamata sfera di Strömgren, di gas che la circonda, ma la combinazione delle sfere ionizzate di stelle multiple in una regione H II e dell'espansione della parte della nebulosa riscaldata all'interno del gas circostante, causa delle forme estremamente complesse; anche le esplosioni di supernova sono in grado di modellare le regioni gassose. In alcuni casi, la formazione di un grande ammasso aperto dentro una regione H II causa la formazione di una sorta di "bolla" in cui il gas è stato spazzato via; un caso tipico è quello della Nebulosa Rosetta, come pure di NGC 604, quest'ultima una regione H II gigante visibile nella Galassia del Triangolo.

## Regioni H II di grandi dimensioni
Regioni H II notevoli sono la Nebulosa della Carena, la Nebulosa di Orione e il complesso Berkely 59 / Cepheus OB4, facente parte del Complesso nebuloso molecolare di Cefeo. La nebulosa di Orione, che si trova ad una distanza di circa 1500 anni luce da noi, è parte di una vasta nube molecolare gigante, nota come Complesso nebuloso molecolare di Orione, il quale se fosse visibile ad occhio nudo ricoprirebbe la gran parte della costellazione di Orione. La Nebulosa Testa di Cavallo e l'Anello di Barnard sono altre due parti illuminate di questa nube di gas.
La Grande Nube di Magellano, una galassia satellite della nostra Via Lattea, contiene una regione H II gigante chiamata Nebulosa Tarantola; questa nube è estremamente più grande della Nebulosa di Orione e al suo interno sono in formazione migliaia di stelle, alcune con una massa cento volte superiore a quella del nostro Sole. Se la Nebulosa Tarantola si trovasse alla stessa distanza da noi della Nebulosa di Orione, avrebbe la stessa luminosità di quella della luna piena nel cielo notturno. La supernova SN 1987a esplose nelle aree periferiche di questa nebulosa.
NGC 604 è anche più grande della Nebulosa Tarantola, essendo larga 1300 anni luce circa, sebbene contenga un po' meno stelle; è una delle più grandi regioni H II del Gruppo Locale.

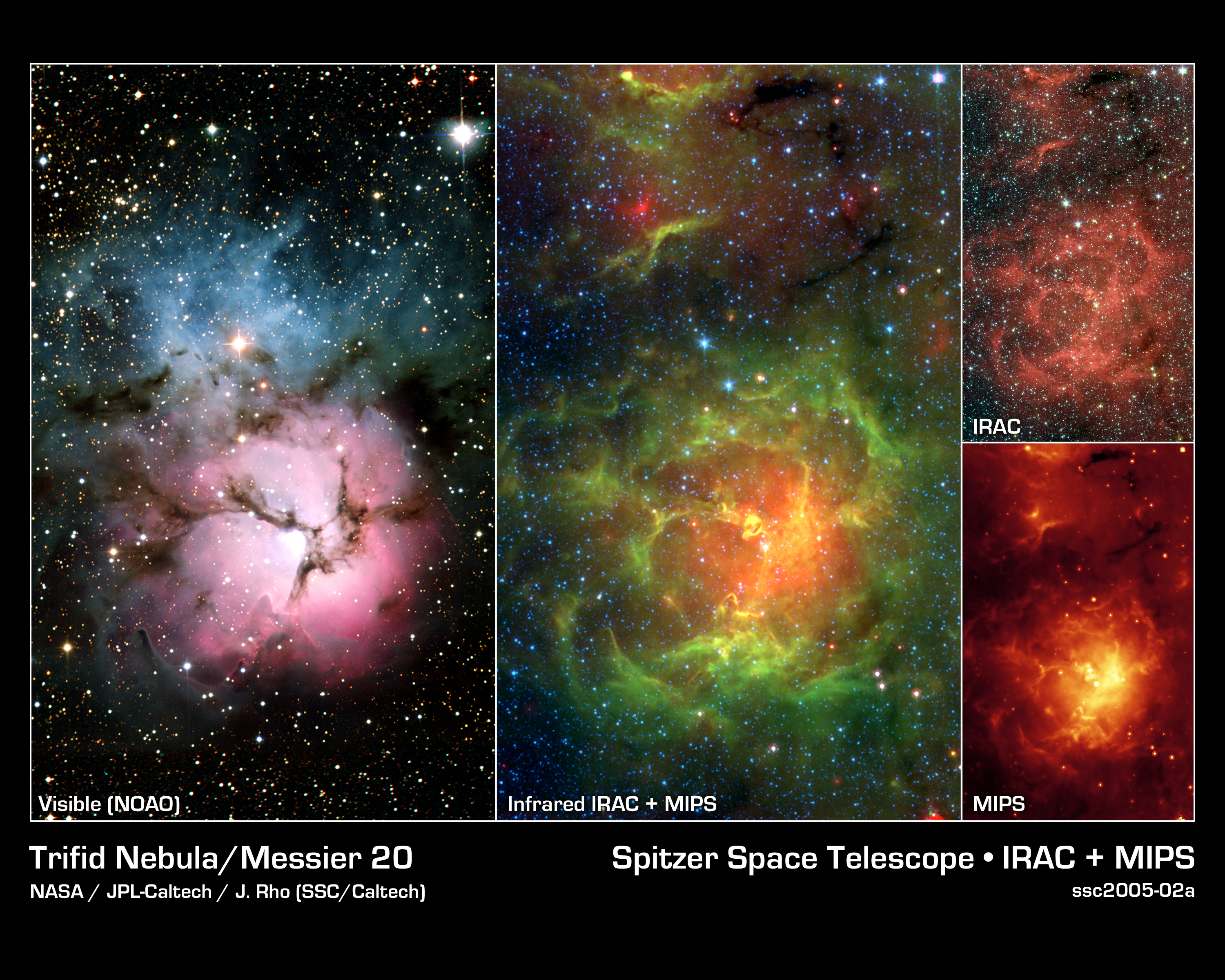
Confronto di immagini della Nebulosa Trifida vista sotto diverse lunghezze d'onda.

| Nome proprio            | NGC                  | Numero di Messier | Costellazione | Distanza (anni luce) |
| ----------------------- | -------------------- | ----------------- | ------------- | -------------------- |
| Nebulosa di Orione      | NGC 1976, 1982       | M42, M43          | Orione        | 1.500                |
| Nebulosa Cono           | NGC 2264             | -                 | Unicorno      | 2.600                |
| Nebulosa Aquila         | NGC 6611             | M16               | Serpente      | 7.000                |
| Nebulosa California     | NGC 1499             | -                 | Perseo        | 1.000                |
| Nebulosa della Carena   | NGC 3372             | -                 | Carena        | 6.500-10.000         |
| Nebulosa Nord America   | NGC 7000             | -                 | Cigno         | 2.000-3.000          |
| Nebulosa Laguna         | NGC 6523             | M8                | Sagittario    | 5,200                |
| Nebulosa Trifida        | NGC 6514             | M20               | Sagittario    | 5.200                |
| Nebulosa Rosetta        | NGC 2237-2239 + 2246 | -                 | Unicorno      | 5.000                |
| Nebulosa Omega          | NGC 6618             | M17               | Sagittario    | 5.000-6.000          |
| -                       | NGC 3603             | -                 | Carena        | 20.000               |
| Nebulosa Tarantola      | NGC 2070             | -                 | Dorado        | 160.000              |
| nebulosa Testa Fantasma | NGC 2080             | -                 | Dorado        | 168.000              |
| -                       | NGC 604              | -                 | Triangolo     | 2.400.000            |

## Studi attuali

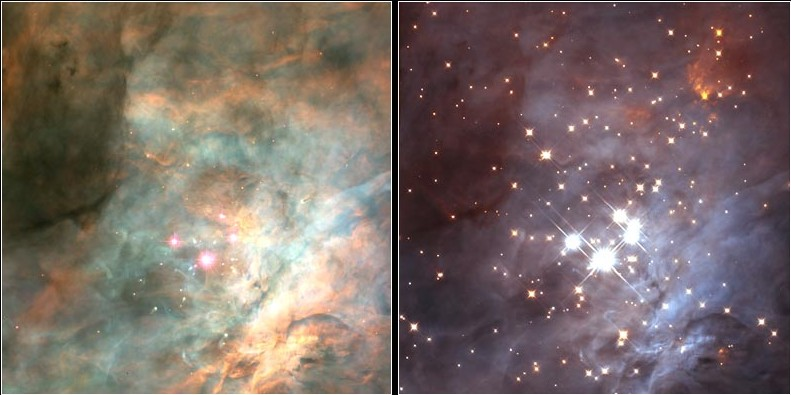
Immagini ottiche rivelano nubi di gas e polveri nella Nebulosa di Orione; un'immagine all'infrarosso (a destra) rivela le nuove stelle appena formate al suo interno.

Così come per le nebulosa planetarie, la determinazione dell'abbondanza degli elementi nelle regioni H II è soggetta ad alcune incertezze. Vengono attualmente utilizzati due metodi diversi per determinare l'abbondanza dei metalli (ossia, in astronomia, elementi più pesanti dell'idrogeno e dell'elio) nelle nebulose, e i risultati che si ottengono tramite i due metodi spesso sono molto diversi fra loro. Alcuni astronomi attribuiscono ciò alla presenza di piccole fluttuazioni di temperatura nelle regioni H II, altri affermano che le discrepanze sono troppo grandi per essere spiegate dall'effetto della temperatura ed ipotizzano l'esistenza di addensamenti freddi contenenti bassissime quantità di idrogeno.
Non sono inoltre ancora ben chiari i processi degli intensi fenomeni di formazione stellare all'interno delle regioni H II. Due problemi maggiori si riscontrano nel condurre ricerche su questi oggetti: il primo è dovuto alla distanza fra noi e i maggiori complessi di regioni H II, dato che la regione H II più vicina a noi si trova ad oltre 1000 anni luce; il secondo riguarda il forte oscuramento delle stelle in formazione a causa delle polveri, cosicché condurre osservazioni nella banda della luce visibile risulta impossibile. Le onde radio e la luce infrarossa possono penetrare queste polveri, ma le stelle più giovani possono anche non emettere molta luce a queste lunghezze d'onda.

### Libri
- (EN) W.J. Kaufmann, Universe, W H Freeman, 1994, ISBN 0-7167-2379-4.
- (EN) E.V.P. Smith, K.C. Jacobs, M. Zeilik e S.A. Gregory, Introductory Astronomy and Astrophysics, Thomson Learning, 1997, ISBN 0-03-006228-4.
- (EN) James Inney e Scott Tremaine, Galactic Dynamics, Princeton University Press, Princeton, New Jersey, 1997.
- (EN) Douglas Heggie e Piet Hut, The Gravitational Million-Body Problem: A Multidisciplinary Approach to Star Cluster Dynamics, Cambridge University Press, 2003.
- (EN) Lyman Spitzer, Dynamical Evolution of Globular Clusters, Princeton University Press, Princeton, New Jersey, 1987.
- (EN) Thomas T. Arny, Explorations:  An Introduction to Astronomy (3rd ed), Boston, McGraw-Hill, 2000, ISBN 0-13-240085-5.
- AA.VV, L'Universo - Grande enciclopedia dell'astronomia, Novara, De Agostini, 2002.
- J. Gribbin, Enciclopedia di astronomia e cosmologia, Milano, Garzanti, 2005, ISBN 88-11-50517-8.
- W. Owen, et al, Atlante illustrato dell'Universo, Milano, Il Viaggiatore, 2006, ISBN 88-365-3679-4.
- J. Lindstrom, Stelle, galassie e misteri cosmici, Trieste, Editoriale Scienza, 2006, ISBN 88-7307-326-3.

### Carte celesti
- Tirion, Rappaport, Lovi, Uranometria 2000.0 - Volume I & II, Richmond, Virginia, USA, Willmann-Bell, inc., 1987, ISBN 0-943396-14-X.
- Tirion, Sinnott, Sky Atlas 2000.0 - Second Edition, Cambridge, USA, Cambridge University Press, 1998, ISBN 0-933346-90-5.
- Tirion, The Cambridge Star Atlas 2000.0, 3ª ed., Cambridge, USA, Cambridge University Press, 2001, ISBN 0-521-80084-6.

### Fenomeni
- Evoluzione stellare
- Formazione stellare

### Oggetti associati
- Ammasso aperto
- Associazione OB
- Globulo di Bok
- Nube molecolare gigante
- Regione H I

### Nella cultura
- Nebulose nella cultura di massa